# Polisbil

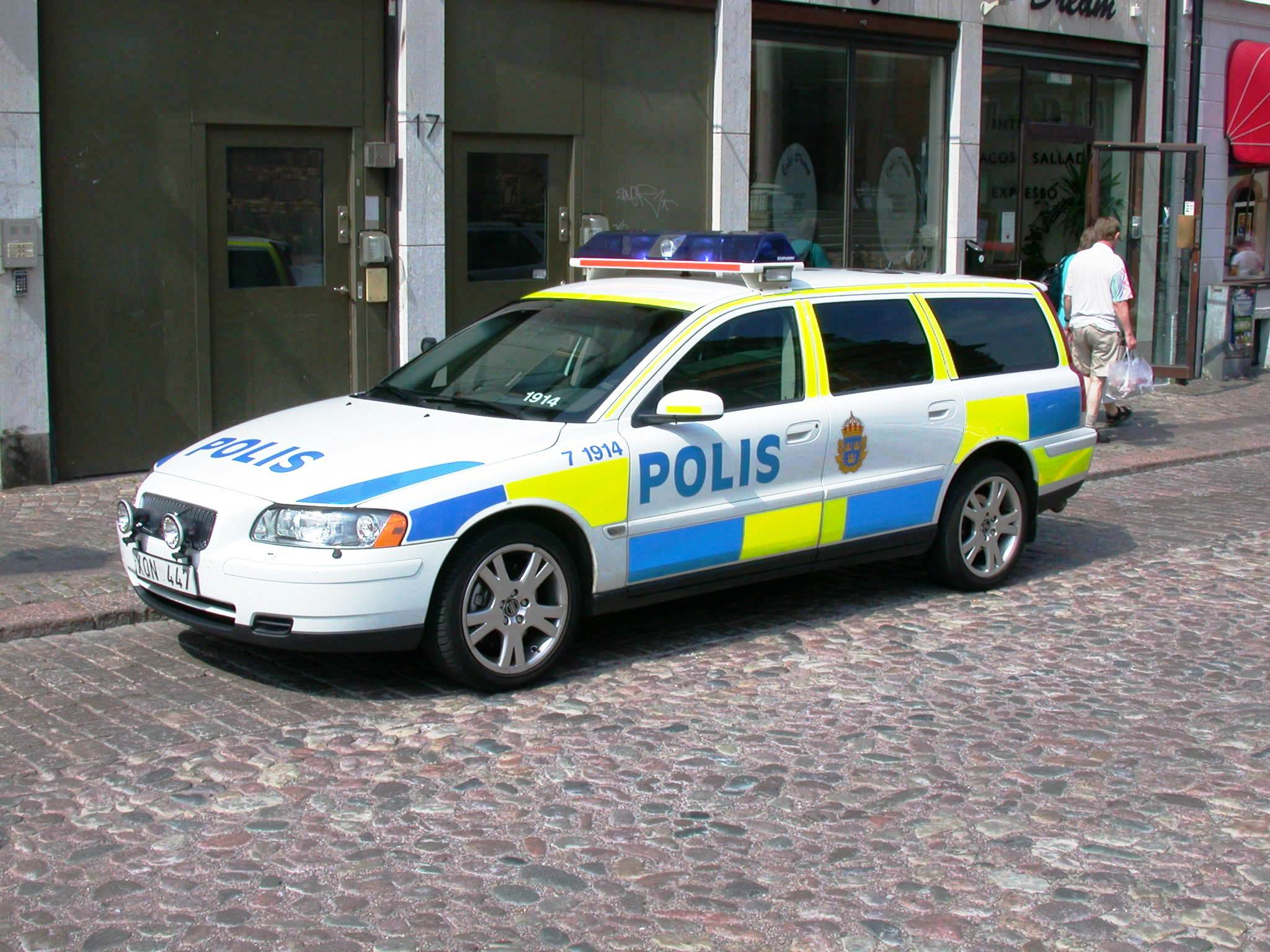
Svensk polisbil av typen Volvo V70 med den blågula färgmarkering som används av flera nationella polismyndigheter inom EU (Battenburgmönster).

En polisbil är ett specialtillverkat motorfordon som används av polis för sina arbetsuppgifter som patrullering och att rycka ut på larm. Några polisbilar är särskilt anpassade för vissa uppgifter (till exempel trafikövervakning, polishundar eller bombgrupper).

## Historia
Den första polisbilen var en vagn som drevs av el i Akron, Ohio 1899.. Den första föraren av vagnen var Akronpolisen Louis Mueller, Sr. Den kunde komma upp i en hastighet av knappt 30 km/h och kunde köra en sträcka på cirka 50 km innan batteriet behövdes laddas upp igen. Bilen var byggd av stadens mekaniska ingenjör Frank Loomis. Bilens första uppdrag var att plocka upp en berusad man.

## Bildgalleri

Polisbilar
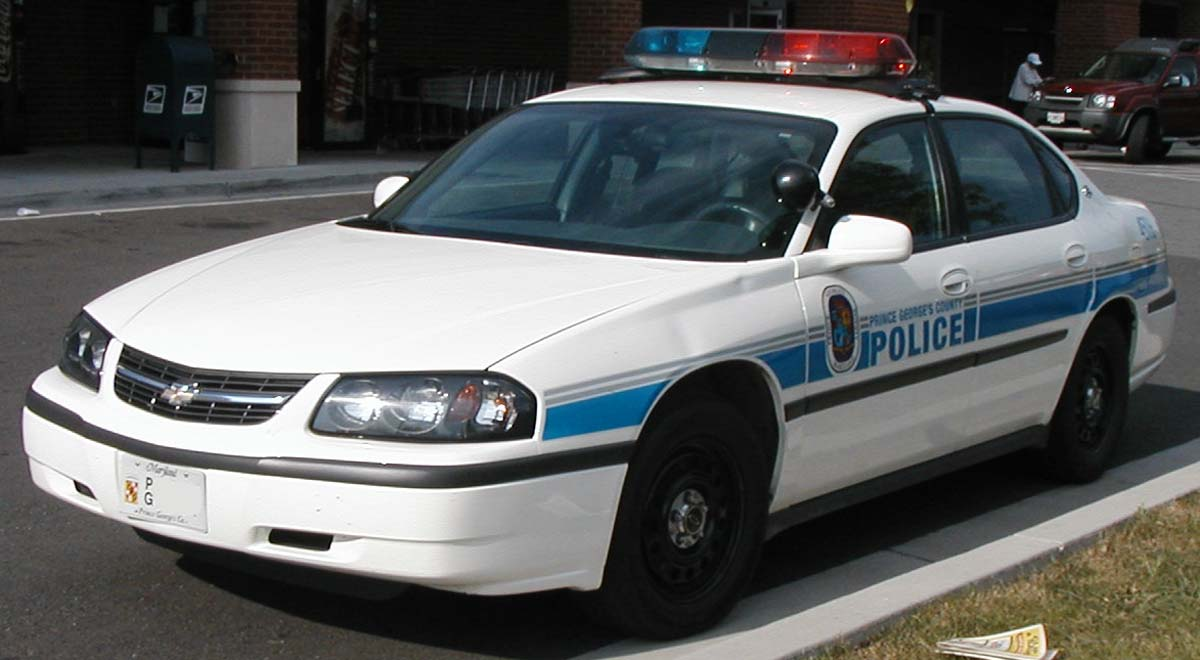
En Chevrolet Impala från Prince George's County i Maryland, USA
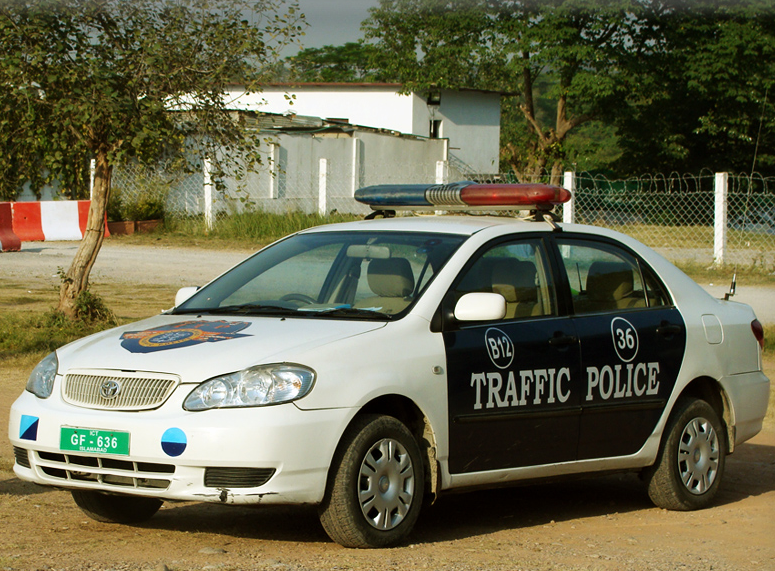
En Toyota Corolla från Capital Territory Police i Islamabad, Pakistan
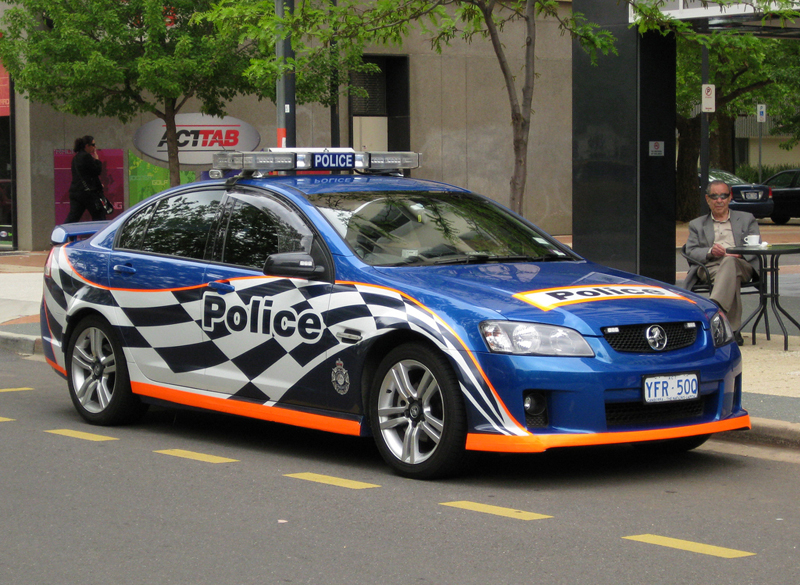
En trafikpolisbil i Canberra,  Australien
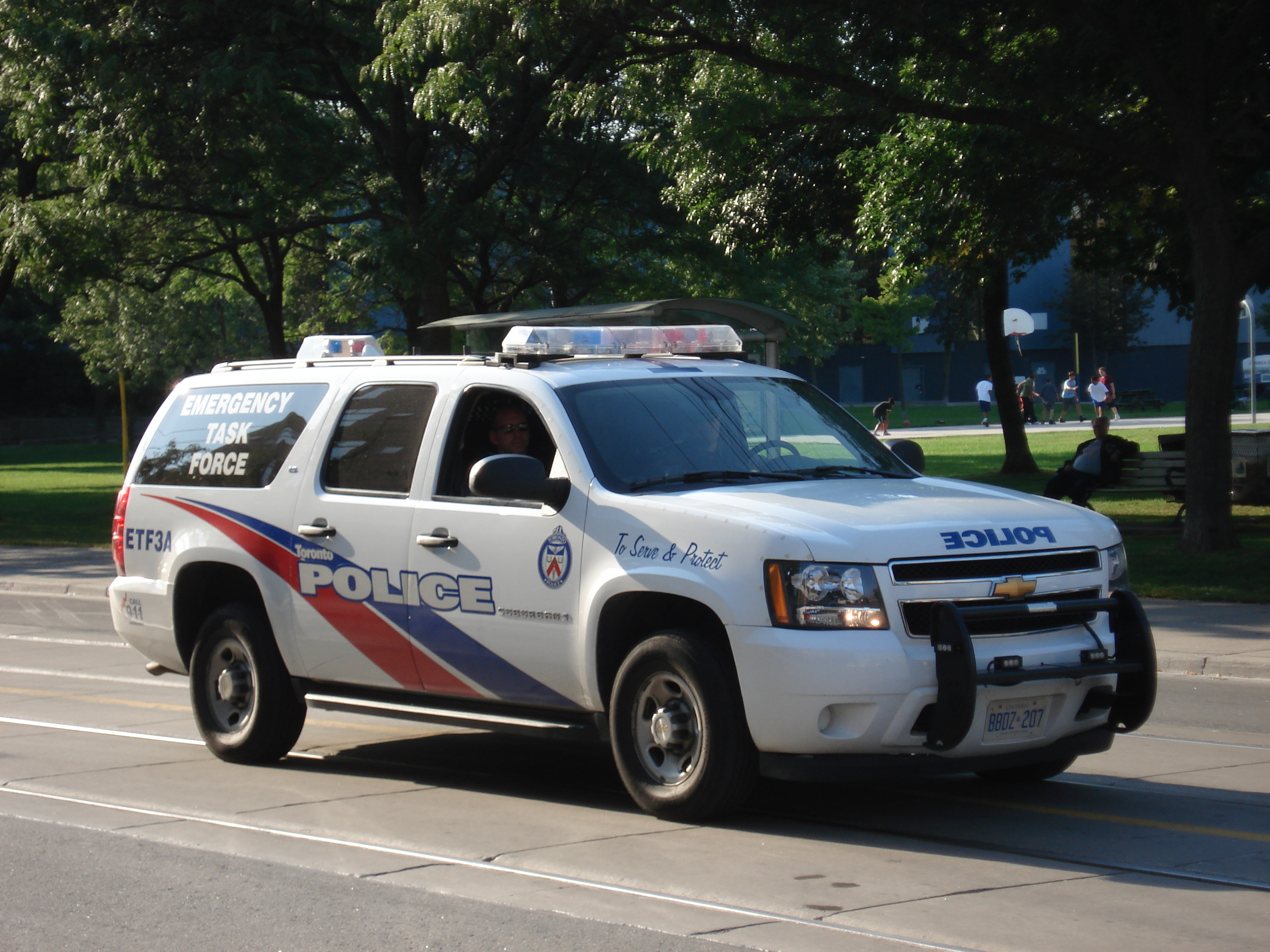
En av Toronto-polisens Chevrolet Suburban SUV i Kanada
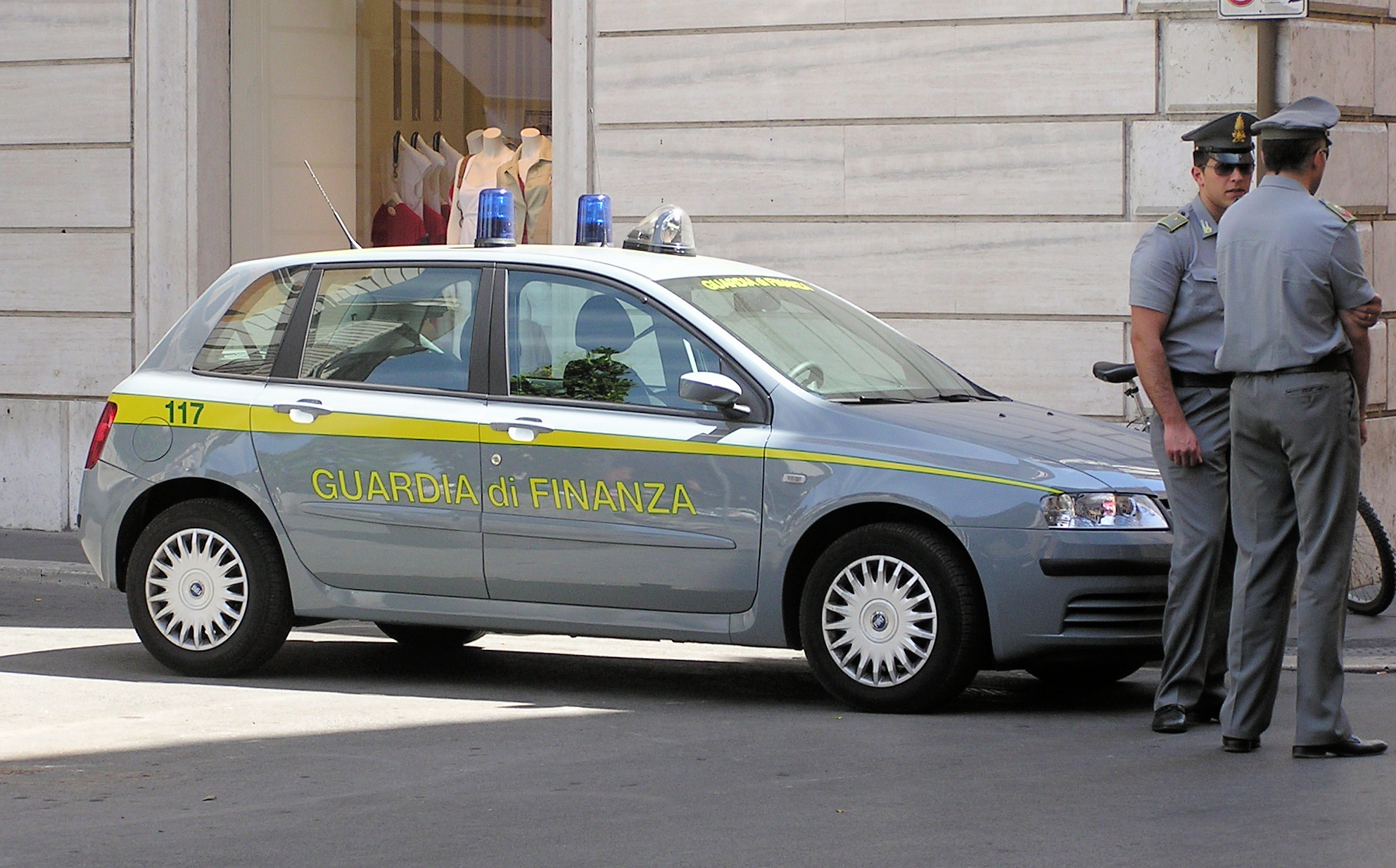
Polisbil från Guardia di Finanza, i centrala Rom
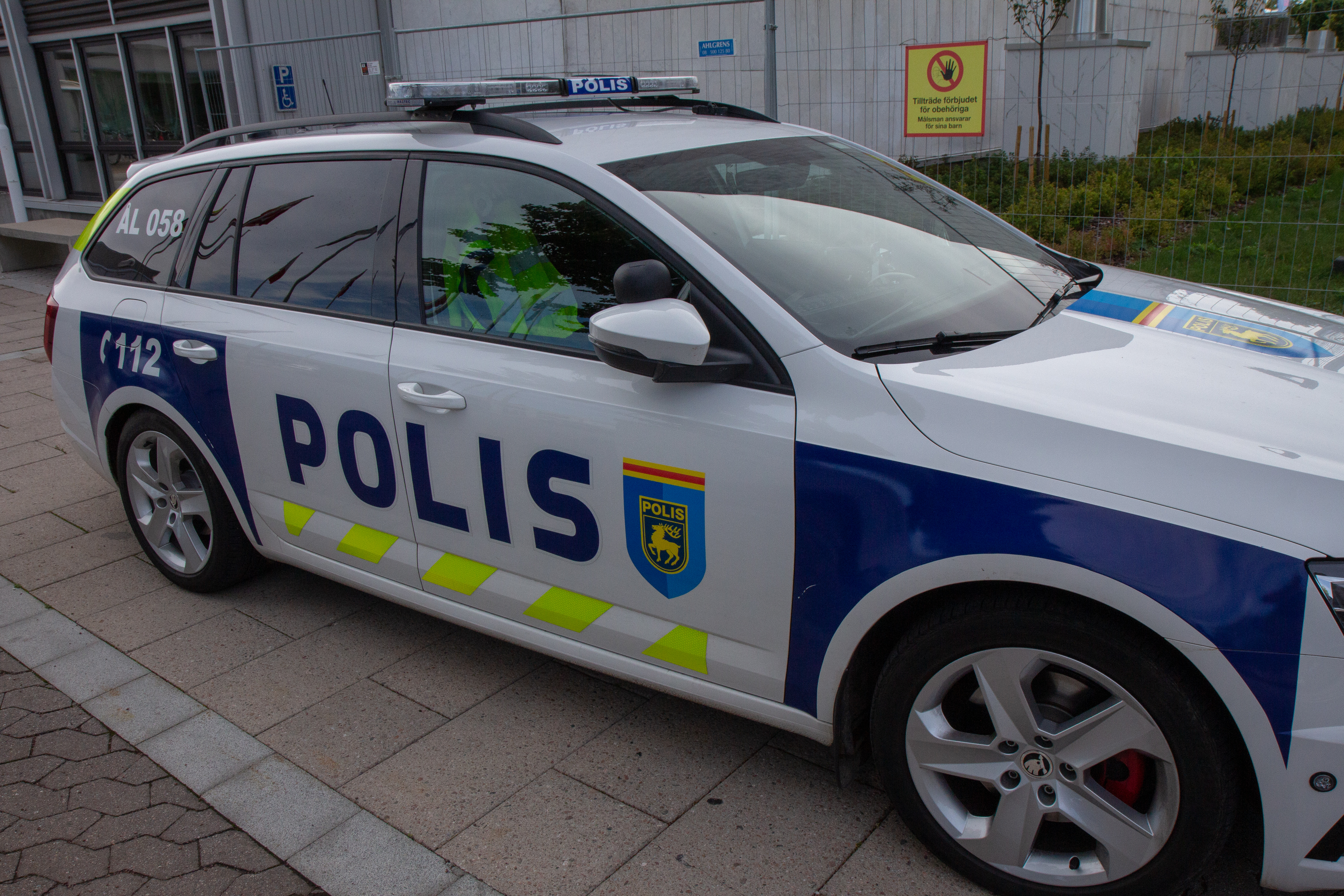
Polisbil på Åland
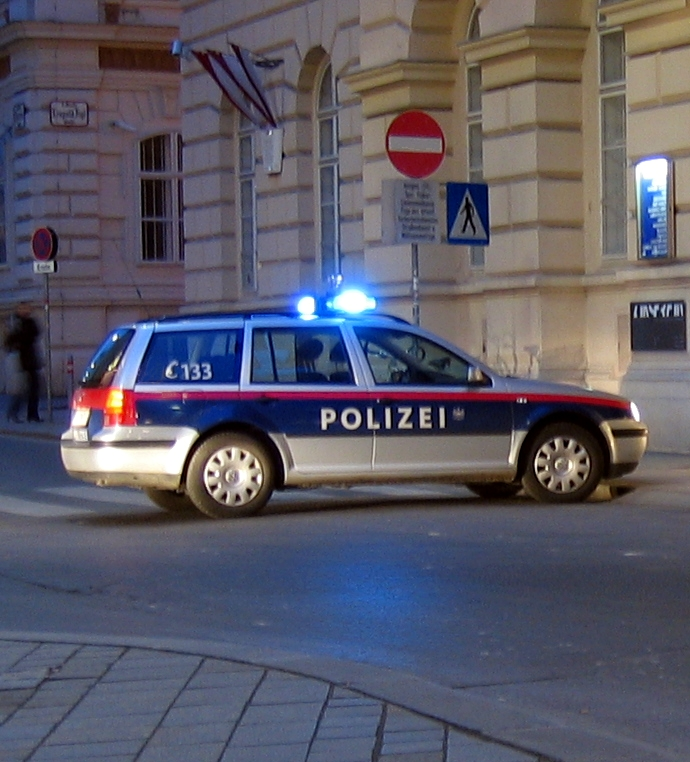
En Volkswagen Golf Mk4 från polisen i Österrike
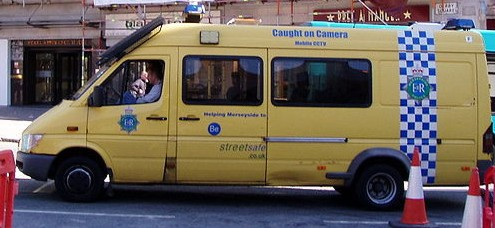
Kameraövervakningsbuss från Merseyside-polisen (England)
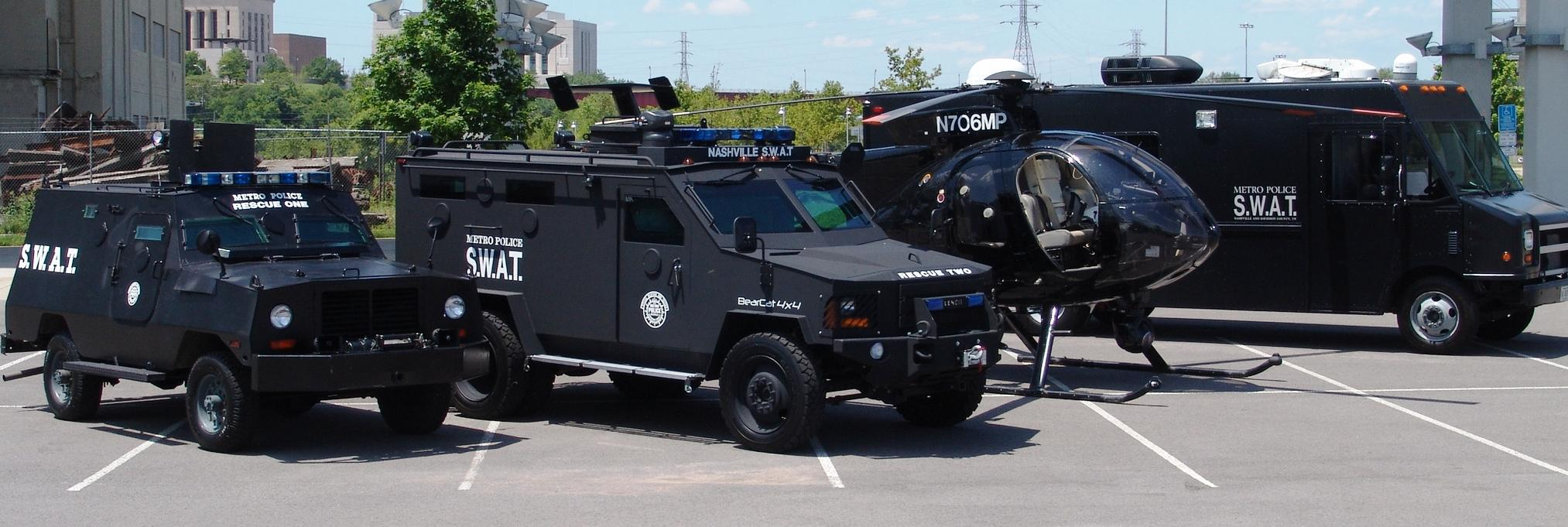
SWAT/Insatsfordon från Metropolitan Nashville Police Department, Tennessee (USA).
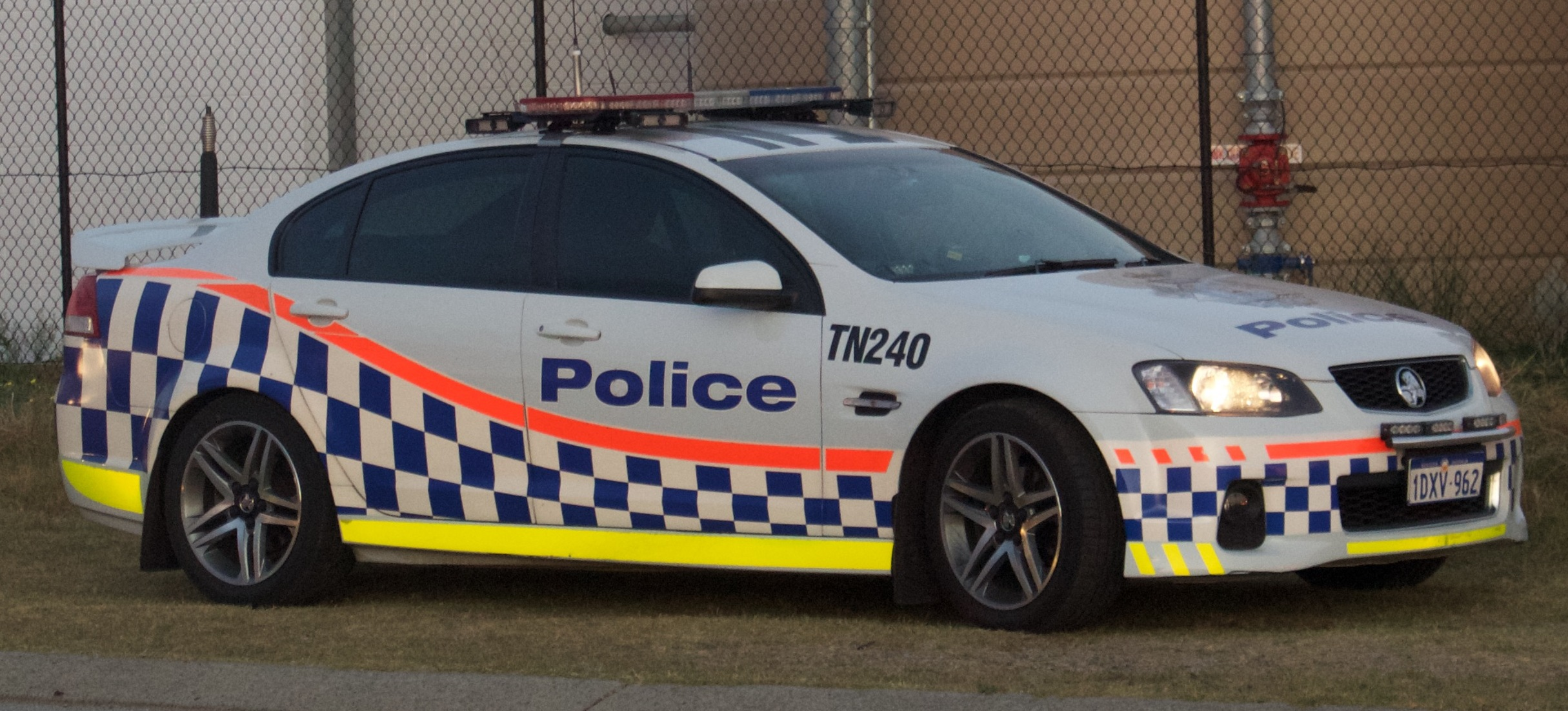
Polisbil från västra Australien
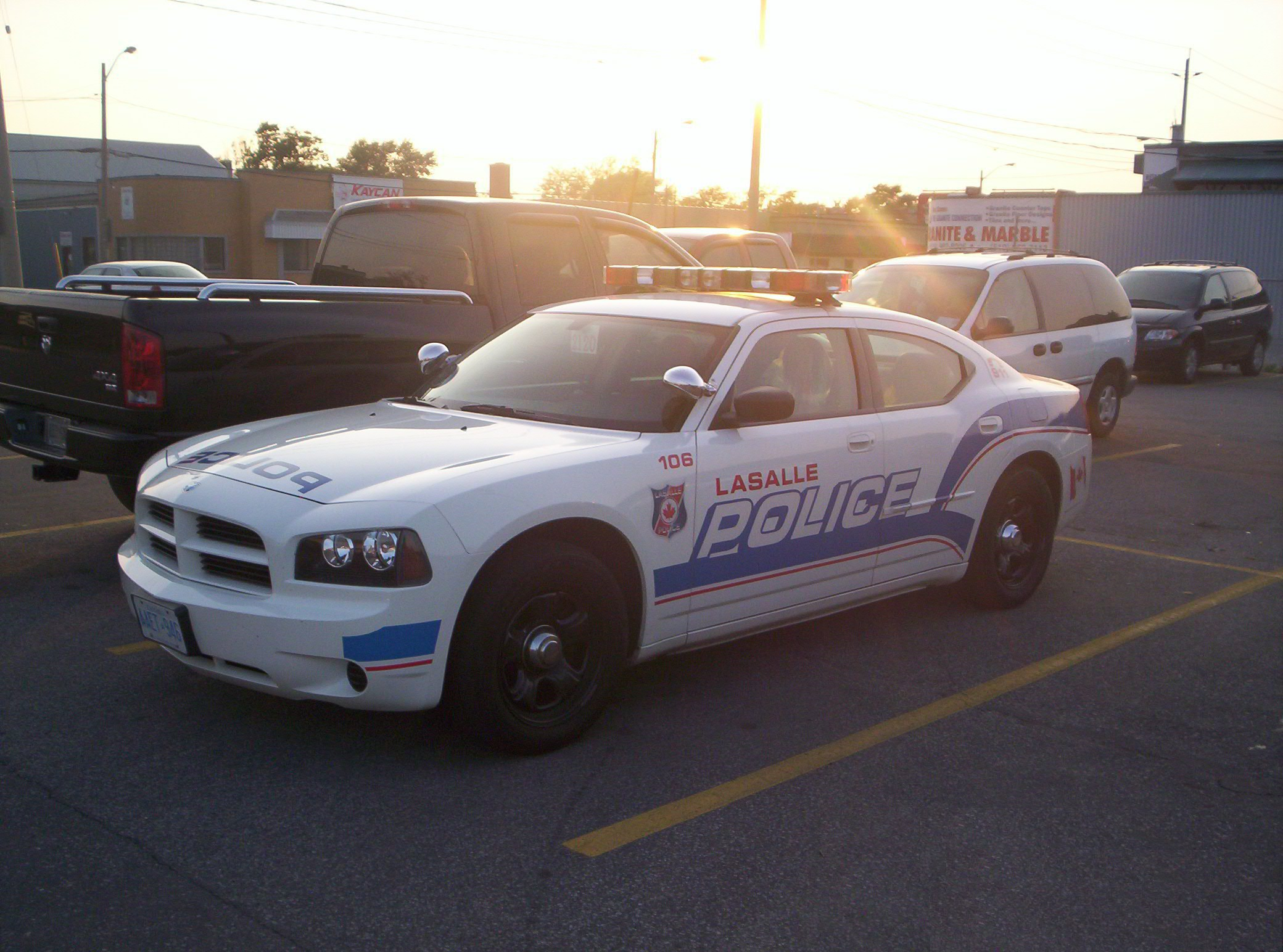
Dodge Charger i polisutförande
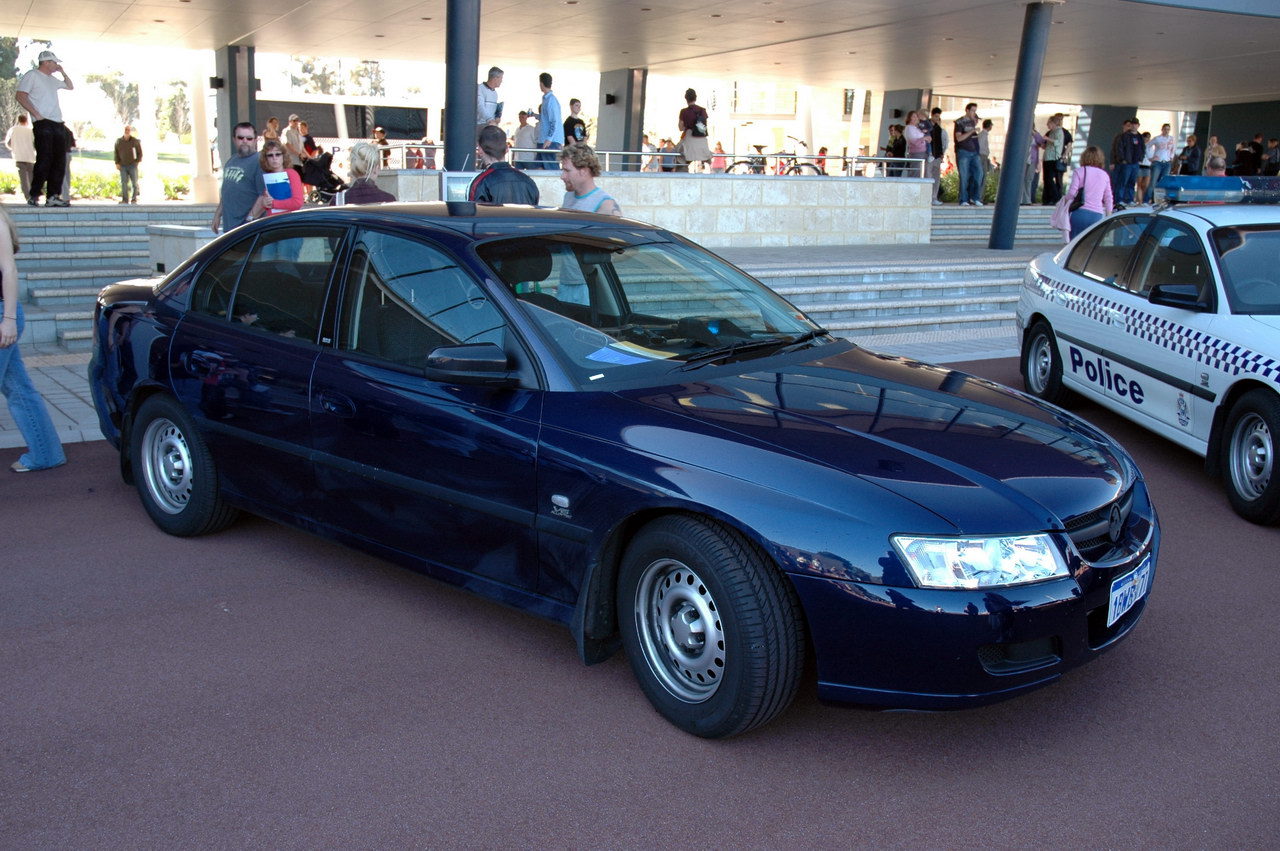
Civilpolisbil från västra Australien, med påslagna utryckningsljus synliga i framrutan
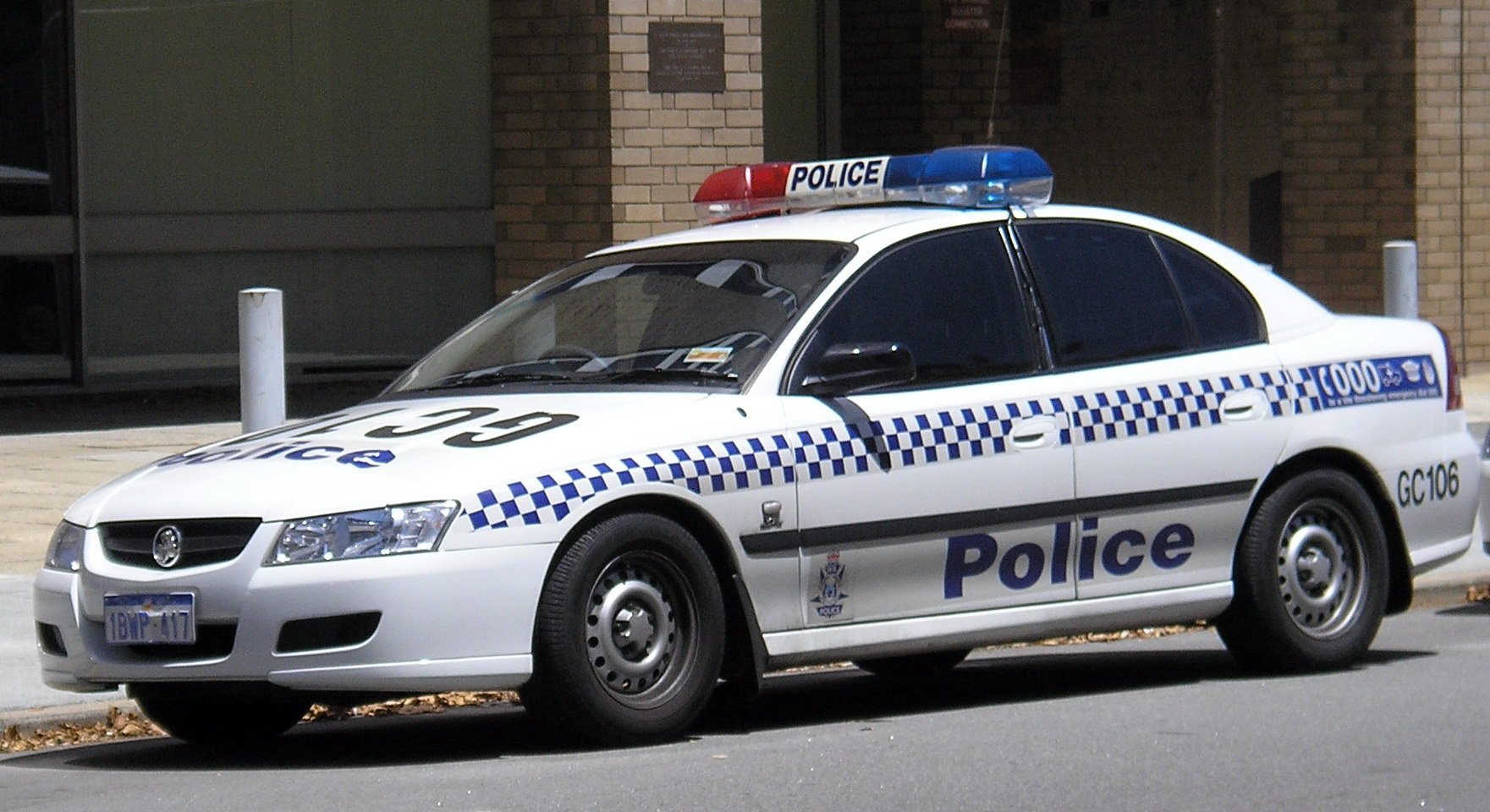
Polisbil i Perth Australien
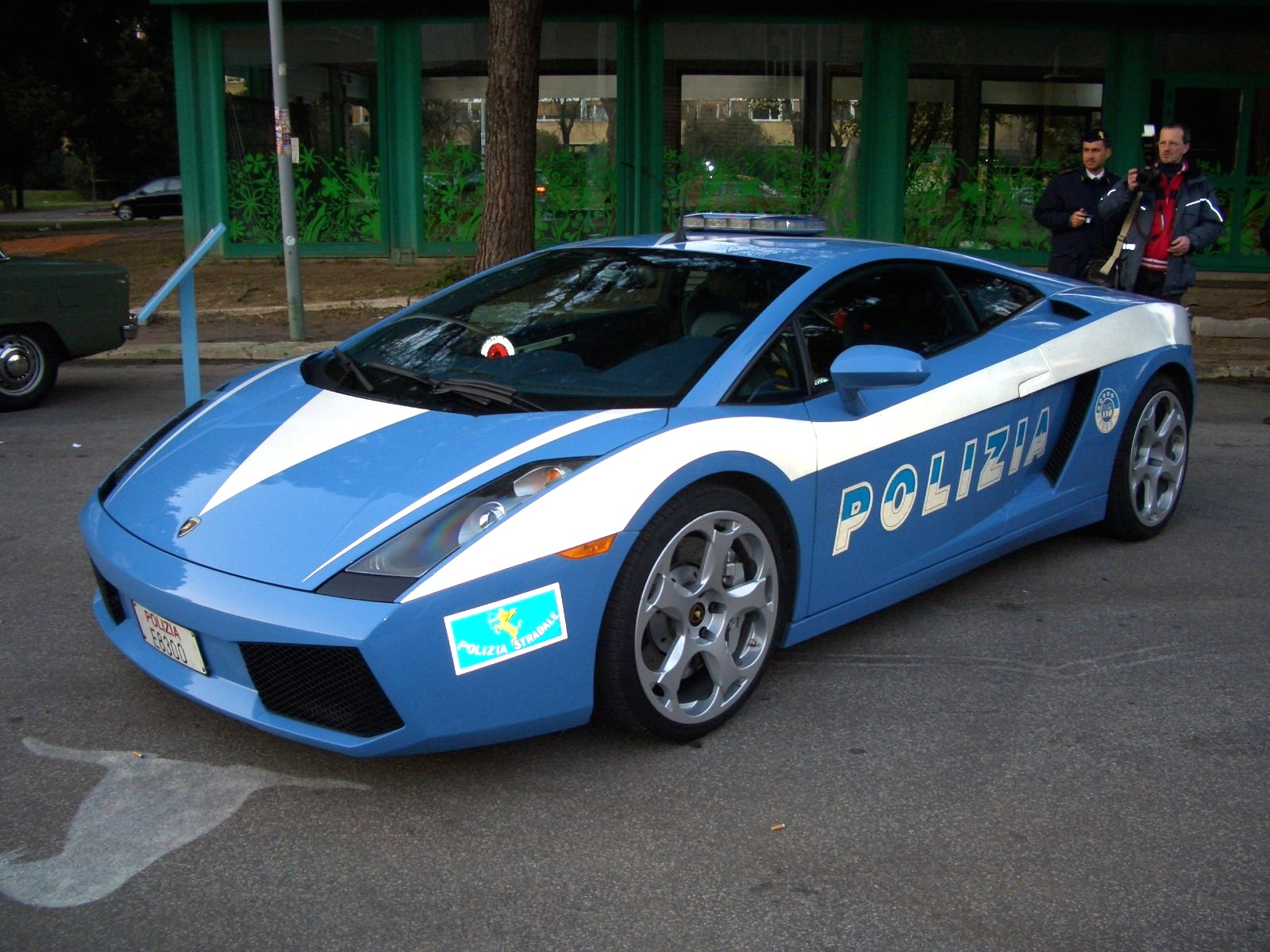
Lamborghini Gallardo från Polizia di Stato.

### Fotnoter
1. ↑  Akron & Summit County History:Police Arkiverad 6 maj 2008 hämtat från the Wayback Machine., akronhistory.org
2. ↑  "The Police Wagon", Akron Beacon Journal, 20 juni 1999